# Незримая коллегия

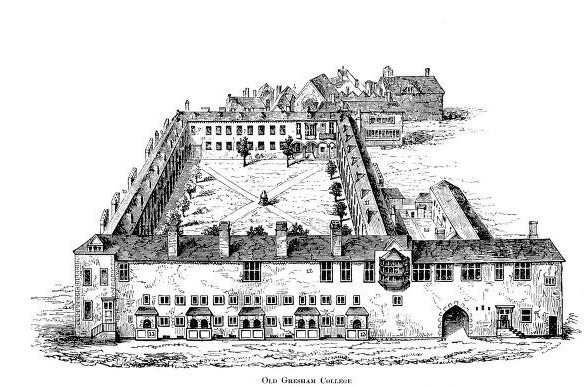
Грешем-колледж, где проходили встречи членов-основателей будущего Королевского общества.

Незримая коллегия (англ. Invisible College) — клуб английских учёных-натурфилософов и интеллектуалов 1640—1650-х годов, на базе которого сформировалось Лондонское королевское общество (британский аналог академии наук). Развивая идеи эмпиризма Ф. Бэкона, провозгласившего лозунг «Знание — сила» (лат. Scientia potentia est), члены этого неформального кружка проповедовали достижение знания эмпирическим путём (в частности, с помощью экспериментальных исследований).

## Истоки
Для Западной Европы раннего Нового времени (первая половина XVII века) характерны тайные мистические общества, в недрах которых вели конспиративную деятельность гуманисты с наклонностью к эзотерике. Розенкрейцерские трактаты первой четверти XVII века убедили многих в реальности «тайной организации философов, предназначенной эффективно влиять на политику, делая её разумной, а монархов — просвещёнными и добродетельными». Деятельность подобных интеллектуалов-вольнодумцев в Англии и Шотландии XVII века считается одним из факторов возникновения масонства.
Сообщества учёных и/или просто интеллектуалов, предназначенные для обмена заветными мыслями, — т. н. «республика учёных» — существовали и ранее, со времени заката Средневековья. Примером может служить сообщество астрономов, профессоров, математиков и натурфилософов в Европе XVI века: Иоганн Кеплер, Георг Иоахим фон Ретик, Джон Ди и Тихо Браге регулярно переписывались друг с другом, делились сведениями и идеями. Для обмена знаниями использовались не только письма, но и маргиналии — краткие заметки на полях книг, которыми обменивались корреспонденты. Подобную функцию учёного сообщества по интересам позднее имели научные журналы — в том виде, который они приобрели в XIX веке.
Непосредственным предшественником «Незримой коллегии» считается сформировавшийся в 1630-е годы кружок «гартлибианцев», центральной фигурой в котором был немецкий социальный реформатор С. Гартлиб. Поселившись в 1628 году в Англии, Гартлиб вёл обширную переписку с Коменским, Хааком, Дьюри и другими учёными-протестантами из разных стран Европы. В годы протектората Уильям Петти, юный аристократ Роберт Бойль и другие «гартлибианцы» собирались в лондонском салоне сестры Бойля — виконтессы Ранела. Члены «гартлибианского» кружка сэр Чини Калпепер (англ. Sir Cheney Culpeper), Бенджамин Уорсли интересовались алхимией.

## Участники

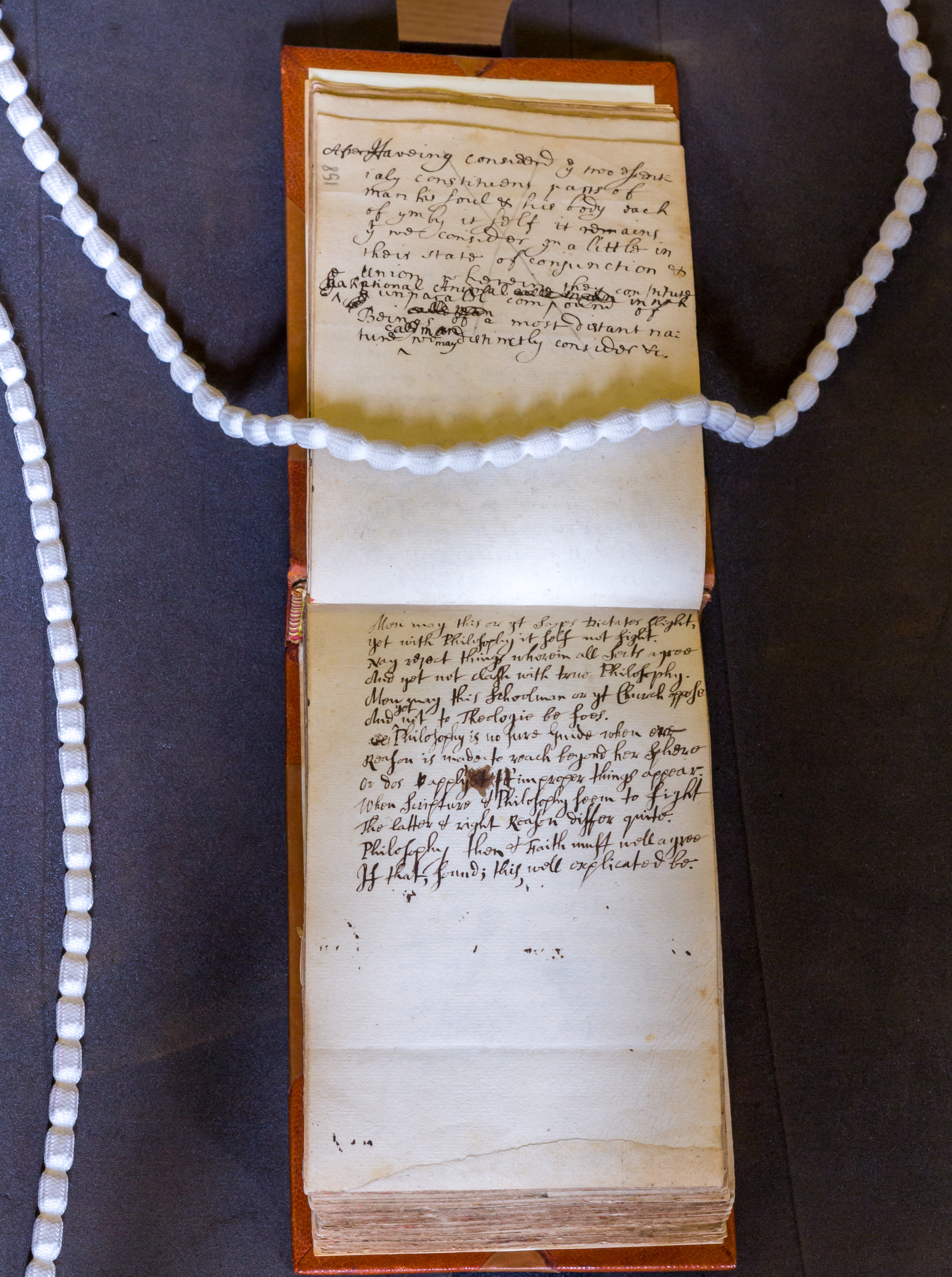
Записная книжка Роберта Бойля

Первые упоминания «нашей незримой коллегии» и «нашей философской коллегии» обнаруживаются в письмах Бойля к друзьям за 1646 и 1647 годы. К членам этого кружка, помимо самого Бойля, принято относить Джона Уилкинса, Джона Уоллиса, Джона Эвелина, Роберта Гука, Фрэнсиса Глиссона, Кристофера Рена и Уильяма Петти.
В середине XVIII века историк Томас Бёрч утверждал, что Незримая коллегия впервые собралась вместе в 1645 году в лондонском Грешем-колледже. Согласно воспоминаниям Уоллиса, встречи проходили в 1645 году в разных местах Лондона. В 1648 году Уилкинс и Уоллис переехали в Оксфордский университет, где организовали альтернативный философский клуб для обсуждения научных экспериментов и политических вопросов. С восстановлением в 1660 году королевской власти «незримая коллегия» товарищей и единомышленников Бойля, Уилкинса и Уоллиса получила государственное признание и официальный статус. Она была преобразована в постоянно действующую институцию — Королевское общество.
Утверждения о том, что ведущую роль в формировании научных групп 1640-х годах играл масон и мистик Элиас Эшмол, не имеют под собой исторической основы. Дневники Эшмола опубликованы, и в них не упоминается ничего подобного.

## В социологии науки
Термин «невидимый колледж» используется в современных публикациях для обозначения свободной передачи мысли и технической экспертизы без посредства каких-либо организаций или институций. Связи между членами «невидимых колледжей» устанавливаются как древним способом из уст в уста, так и с использованием самых современных средств: электронной почты, досок объявлений, форумов, в меньшей степени — сетевой теле- и видеофонии, видеоконференций и др.
В качестве примера «невидимого колледжа» приводят историков кино и киноведов, у которых в западных странах на протяжении десятилетий не было организованного научного сообщества, но неформальное общение и обмен идеями существовали всегда. Такого рода структуры состоят, как правило, из независимых учёных, не аффилированных с государством.
Профессионалам в конкретной области свойственна потребность в том, чтобы обмениваться своими методами (наработками, ноу-хау) и результатами с коллегами и студенческим сообществом; такое сотрудничество полезно для усовершенствования методов и технологий. Любой «невидимый колледж» (впрочем, как и любой «видимый» колледж) родственен устройству старинных гильдий, однако не даёт своим участникам формального признания: в частности, не выдаёт дипломов, признаваемых в научных, технических и бюрократических кругах. Это попытка профессионалов и специалистов или общественных организаций обойти бюрократические препоны или финансовые препятствия путём неформализованного общения по интересам.
Концепция «невидимого колледжа» была развита в социологии науки Дианой Крэйн (1972), которая отталкивалась от работы Дерека Джона де Солла Прайса, где были приведены цитаты из работ учёных сообществ. Другие исследователи науки предпочитают использовать родственные термины: напр., «гносеологические сообщества» (Хаас, 1992) и «сообщество практиков» (Венгер, 1998). Применительно к глобальной организации связей между учеными о незримом колледже пишет Кэролайн С. Вагнер в работе «Новый Незримый Колледж: Наука для Развития». (Брукингс, 2008). Та же концепция рассматривается в книге Клея Ширки «Когнитивный избыток».

## В культуре
В серии романов о Плоском мире (Discworld novels) в жанре юмористического фэнтези британский писатель Терри Пратчетт, пародируя под видом волшебства некоторые черты организации науки, основной центр подготовки волшебников именует Unseen University (в рус. переводе — Незримый университет).